# Rajmund
Rajmund est un prénom hongrois masculin.

## Étymologie
Rajmund, comme ses équivalents, est un prénom masculin d'origine germanique ("Raginmund, Reginmund"), signifiant conseil divin, décision et pour la seconde partie (mund) main puis protection.

## Équivalents
Rajmund est l'équivalent hongrois et polonais de "Raymond".
- Raimundus, Raimundf, Ramon, Raimon, Reimon, Rayman, Remondas, Remao, Ramuntcho
- Mundo, Mao
- Ray
- Raymonde

## Fête
Les "Rajmund" sont fêtés le 23 janvier, mais aussi le 7 janvier, le 4 juillet ou le 31 août.